# Zaczyna się od pocałunku
Zaczyna się od pocałunku (Just a Kiss) – amerykańska komedia z roku 2002 na podstawie sztuki Patricka Breena.

## Obsada
- Ron Eldard - Dag
- Kyra Sedgwick - Halley
- Marley Shelton - Rebecca
- Patrick Breen - Peter
- Sarita Choudhury - Colleen
- Marisa Tomei - Paula
- Taye Diggs - Andre
- Sanjiv Jhaveri - Cabbie
- Kelly Cole - Jimmy
- Peter Dinklage - Dink
- Bruno Amato - Joe
- Ron Rifkin - Dr Fauci